# Markus Koch
Markus Koch (13 de fevereiro de 1963) é um ex-jogador profissional de futebol americano alemão que foi campeão da temporada de 1991 da National Football League jogando pelo Washington Redskins.